# Стара кобила Зіна (повість)
«Стара кобила Зіна» (рос. Старая лошадь Зина)  — повість російського радянського письменника-прозаїка, сценариста, журналіста Дону Олексія Коркищенко.

## Сюжет
Події розгортаються в одному з донських хуторів наприкінці першого повоєнного десятиліття. Життя сільських дітей, що ростуть без батьків у суворих умовах післявоєнної дійсності, сповнене малими відкриттями. Хлопчик Троша (Трохим) зацікавився долею норовистої кобили Зіни, яка часто ходить за село, дізнався її «біографію» і став дбати про неї, зробивши з друзями чимало добрих справ.
Герої повісті розкриваються через їх відношення до Зіни. З одного боку, це одинадцятирічний Троша, його однокласниця Устя, її бабуся — Катерина Іванівна, тітка Павлина, бригадир Михайло Іванович та багато інших простих і добрих людей. З іншого боку, жорстокий і пихатий Гашилов, який перепробував у колгоспі всі посади, починаючи від голови і закінчуючи простим колгоспником, ніде довго не втримуючись, а також Колька «Ханига», озлоблений хлопець, мучитель малих дітей і тварин...

## Адаптації
- «Роса» — фільм-екранізація 1974 року.